# Faith (canção de Ghost)
"Faith" é uma canção da banda sueca de rock Ghost. Foi o terceiro single do quarto álbum de estúdio Prequelle. Alcançou a sexta posição na parada Billboard Mainstream Rock Songs em setembro de 2019.

## História
O título da música foi revelado pela primeira vez em fevereiro de 2018 e, mais tarde, estreou ao vivo no início de maio de 2018, quase um mês antes de seu lançamento em seu respectivo álbum de estúdio, Prequelle. O videoclipe foi lançado em 20 de dezembro de 2018. O vídeo consiste em filmagens de performances ao vivo da etapa norte-americana da turnê "A Pale Tour Named Death", e foi lançado para comemorar a conclusão da primeira etapa da turnê. O vídeo foi dirigido por Bill Yukich e inclui imagens de multidões assistindo a banda tocando a música em frente ao cenário do palco, que foi feito para parecer o exterior de uma igreja, com vitrais exibindo encarnações do Cardinal Copia e do Papa Emeritus.

## Composição e temas
A canção é uma composição original, sem relação com a canção "Faith", de George Michael, que é frequentemente regravada. A música contém riffs de guitarra pesados e " melodias adjacentes ao gospel". A música é uma das poucas que conta com o vocalista Tobias Forge na guitarra solo. Forge disse sobre seu trabalho de guitarra na faixa:

Posso [tocar guitarra solo] se precisar.... Mas uma coisa que separa minha maneira de aprender a tocar guitarra em comparação com muitas outras pessoas é que eu me sentava com minha guitarra e meu amplificador e tocava muito ao som de discos, mas geralmente criava minhas próprias composições sobre eles. Nunca aprendi os solos de fato. Portanto, em um concurso de medição de peso em que se trata de tocar licks e técnicas rápidas de outros, eu definitivamente perderia... Por isso, nunca me considerei um guitarrista tradicionalmente bom em tocar rápido. Mas posso fazer isso, especialmente quando estou gravando. Em 'Faith', o solo exigia uma parte intensa e agressiva em que eu pensava: "Isso precisa ser aaargh!". Eu queria ter aquele tipo de ataque que você ouve quando escuta algo como 'Hit the Lights', do Metallica, em que depois de cada coisa da bateria há uma parte de guitarra insana, rápida e agressiva. Eu queria uma peça como essa, mas que soasse mais maligna."
Loudwire descreveu a música como "um dos momentos mais metal de Prequelle, e interpretou a letra como a resposta de Forge ao ser levado a tribunal por membros anteriores da banda em 2017, que Forge venceu, notadamente com os versos "Um rastro fecal pela terra / Embora cheire mal, sinta e pareça idêntico / Um bando de tolos depõe."

## Pessoal
Créditos adaptados do encarte.
- Tobias Forge – vocais (creditado como "Cardinal Copia"), guitarra solo
- A Group of Nameless Ghouls – guitarra base, baixo, teclado, bateria

## Paradas
| Parada (2019)                           | Posição Alcançada |
| --------------------------------------- | ----------------- |
| Estados Unidos (Billboard Rock Airplay) | 28                |